# 甘格尔·埃迪瑙
甘格尔·埃迪瑙（匈牙利語：Gangl Edina，1990年6月25日—），匈牙利女子水球运动员。她曾代表匈牙利参加2012年、2016年和2020年夏季奥林匹克运动会水球比赛，其中2020年奥运会获得一枚铜牌。